# Brad Bird
Phillip Bradley "Brad" Bird (Kalispell, Montana, 24 de septiembre de 1957) es un director de animación, guionista y director de cine estadounidense. Ha dirigido, entre otras, Ratatouille, Los Increíbles y El gigante de hierro.

## Primeros años
Bird empezó su primera película animada a los once años y la terminó dos años después. El film llamó la atención de los Walt Disney Animation Studios donde, a los catorce años, lo apadrinó Milt Kahl, uno de los Nine Old Men, los animadores más antiguos del estudio.
Estudió en el Instituto de Artes de California, donde conoció a John Lasseter, futuro cofundador de Pixar, y a Tim Burton. Finalmente consiguió trabajo en Disney, pero lo abandonó tras realizar El zorro y el sabueso en 1981.

## Carrera
En 1989, lo contrató Klasky Csupo para que ayudara a desarrollar Los Simpson a una serie de capítulos de media hora, a partir de cortos de un minuto en El show de Tracey Ullman. Allí se desempeñó algunos años más como consultor ejecutivo. Posteriormente trabajó en otras series animadas, entre ellas El crítico, King of the Hill y Family Dog, y luego fue contratado por Warner Bros. para dirigir la película animada El gigante de hierro. Aunque la película recibió buenas críticas, no tuvo tan buenos resultados en taquilla, debido a la nula promoción de la propia Warner. Finalmente lo contrató Lasseter para dirigir Los Increíbles.
Es también guionista, director y coproductor del episodio "Family Dog" de la serie Amazing Stories, de Steven Spielberg. Además, coescribió el guion para la película de acción real Batteries Not Included, también producida por Spielberg.
En 2005, ganó el Oscar a la Mejor Película de Animación por Los Increíbles y, en 2007, por Ratatouille.
En 2011, en la ceremonia de los premios Annie, recibió el Premio Winsor McCay en reconocimiento a su trayectoria.

## Filmografía
| Año  | Título                               | Papel                              | Notas                          |
| ---- | ------------------------------------ | ---------------------------------- | ------------------------------ |
| 1980 | Animalympics                         | Animador                           |                                |
| 1981 | The Fox and the Hound                | Productor de animación             |                                |
| 1982 | Los perros de la plaga               | Animador                           |                                |
| 1987 | Family Dog                           | Director y guionista               |                                |
| 1987 | Batteries Not Included               | Guionista                          |                                |
| 1990 | Do the Bartman                       | Director                           |                                |
| 1999 | El gigante de hierro                 | Director y guionista               |                                |
| 2004 | Los Increíbles                       | Director, guionista y actor de voz | Edna Mode                      |
| 2005 | Jack-Jack Attack                     | Director                           |                                |
| 2005 | Assassination Vacation               | Actor de voz                       | Charles Guiteau y Emma Goldman |
| 2007 | Ratatouille                          | Director, guionista y actor de voz | Ambrister Maron                |
| 2011 | Misión imposible: Protocolo fantasma | Director                           |                                |
| 2015 | Tomorrowland                         | Director, productor, guionista     |                                |
| 2018 | Los Increíbles 2                     | Director, guionista y actor de voz |                                |

## Premios

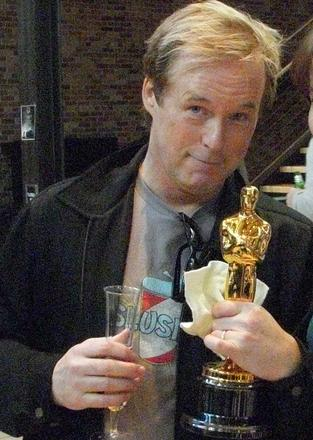
Brad Bird con su segundo Premio Óscar

### Oscar
| Año  | Categoría                              | Película         | Resultado |
| ---- | -------------------------------------- | ---------------- | --------- |
| 2018 | Óscar a la mejor película de animación | Los Increíbles 2 | Candidato |
| 2007 | Óscar a la mejor película de animación | Ratatouille      | Ganador   |
| 2007 | Óscar al mejor guion original          | Ratatouille      | Candidato |
| 2004 | Óscar a la mejor película de animación | Los Increíbles   | Ganador   |
| 2004 | Óscar al mejor guion original          | Los Increíbles   | Candidato |

### Globos de Oro
| Año  | Categoría                          | Película         | Resultado |
| ---- | ---------------------------------- | ---------------- | --------- |
| 2019 | Mejor película animada             | Los Increíbles 2 | Candidato |
| 2008 | Mejor Película Animada             | Ratatouille      | Ganador   |
| 2005 | Mejor película - Comedia o musical | Los Increíbles   | Candidato |